# Tallós Pál
Tallós Pál (Pozsony, 1931. március 26. – Pápa, 1968. január 25.) magyar erdőmérnök, botanikus.

## Életrajza
Mérnöki diplomáját 1953-ban a soproni Erdőmérnöki Főiskolán szerezte. 1954. januárjától a Magasbakonyi Állami Erdőgazdaságnál szakelőadó, majd 1957. novemberétől az Erdészeti Tudományos Intézet munkatársa volt.
Fiatalon, 37 évesen Pápán érte a halál 1968. január 25-én.

## Munkássága
Erdészeti-botanikai kutatásai során elsősorban a fenyvesek erdőtípusait feldolgozó munkálatokban és a tájak erdőtipológiai feldolgozásában vállalt nagy szerepet.
Lepkészeti tanulmányai az erdészeti kártevők előrejelzése szempontjából fontosak; kandidátusi értekezése is ilyen tárgyú, ennek megvédését korai halála akadályozta meg. 34 tudományos munkája jelent meg.

## Főbb munkái
- Erdő és réttípus tanulmányok a Széki-erdőben (Erdészeti Kutatások, 1959)
- Die ökologischen Artengruppen der Wälder Ungarns (Csapody István, Horánszky András, Pócs Tamás, Simon Tibor és Szodfridt István társszerzőkkel, Acta Agronomica Academiae Scientiarum Hungaricae, 1963)